# Nadieżda Koszewierowa
Nadieżda Nikołajewna Koszewierowa (ros. Надежда Николаевна Кошеве́рова; ur. 1902, zm. 1989) – radziecka reżyserka filmowa. Twórca baśni filmowych. Zasłużony Działacz Sztuk RFSRR (1966). Pochowana na Cmentarzu Komarowskim w Petersburgu.

## Wybrana filmografia
- 1947: Kopciuszek
- 1968: Stara, stara bajka
- 1976: Jak Iwanuszka szukał cudu
- 1979: Słowik
- 1982: Księżniczka w oślej skórze
- 1984: I oto przyszedł Bumbo